# Theragra
A Theragra a csontos halak (Osteichthyes) főosztályának sugarasúszójú halak (Actinopterygii) osztályába, ezen belül a tőkehalalakúak (Gadiformes) rendjébe és a tőkehalfélék (Gadidae) családjába tartozó nem.

## Rendszerezés
A nembe az alábbi 2 faj tartozik:
- alaszkai tőkehal (Theragra chalcogramma) (Pallas, 1814) - típusfaj
- Theragra finnmarchica Koefoed, 1956